# Wayne Routledge
Wayne Neville Anthony Routledge (nascido em 7 de janeiro de 1985) é um ex-jogador de futebol profissional inglês.
Routledge começou sua carreira em Londres no Crystal Palace quando jovem, antes de fazer aparições importantes na primeira equipe. Ele se mudou para o clube da Premier League Tottenham Hotspur por dois anos, mas passou parte desse tempo emprestado a Portsmouth e Fulham . Ele fez apenas cinco aparições com o Tottenham antes de se mudar para o Aston Villa por uma temporada, mas só fez duas aparições e passou parte do tempo emprestado ao Cardiff City, clube do campeonato, antes de uma transferência permanente para o Queens Park Rangers .
Depois de uma temporada com eles, mudou de clube novamente, desta vez para o Newcastle United , ajudando-os a ganhar a promoção e o título do campeonato. Durante seu tempo lá, ele foi emprestado de volta à QPR, que também selou o título no final da temporada. Depois que eles foram promovidos, Routledge assinou com Swansea City a partir de Newcastle após o último rescindir seu contrato. Durante seu período no Swansea, ele marcou seu primeiro gol na Premier League contra o Aston Villa e fez mais de 200 jogos em todas as competições em oito temporadas antes de o clube o libertar. Ele então voltou para Swansea City, depois de receber um contrato de um ano.

## Início da vida
Routledge nasceu em Sidcup , na Grande Londres e frequentou a escola do arcebispo Lanfranc em Croydon . 

## Clube carreira

### Crystal Palace
Routledge iniciou sua carreira no Crystal Palace , fazendo sua estréia inicial contra o Wolverhampton Wanderers aos 17 anos em setembro de 2002, e marcando apenas um minuto em campo. Ele estreou no Palace em outubro de 2001 em uma derrota em casa por 1-0 contra o West Bromwich Albion , com apenas 16 anos. Ele foi o segundo jogador da Inglaterra a marcar no novo Estádio de Wembley .
Ele era um membro importante da equipe que ganhou promoção para a Premiership pelos play-offs de 2003 a 2004 e esteve sempre presente como o Palace lutando pelo seu lugar na Premiership em 2004-2005 e, embora eles simplesmente não tenham evitado a queda , Routledge provou ser um talento emocionante nas laterais e na frente, com 8 assistências impressionantes. Ele não deveria deixar a primeira divisão, no entanto. Depois de rejeitar um contrato com o clube que o desenvolveu quando jovem, em janeiro, o Tottenham Hotspur o contratou em 1 de julho de 2005.  Os clubes não conseguiram chegar a um acordo sobre uma taxa pela Routledge, então a transferência foi para um tribunal. Lá, foi acordado que o Palace receberia 1,25 milhão de libras, subindo para 2 milhões, dependendo das aparências no futuro.

### Tottenham Hotspur
Depois de impressionar na pré-temporada, sua carreira em White Hart Lane começou lentamente, pois ele sofreu um pé quebrado em sua estréia na liga pelo clube, mas em 12 de dezembro de 2005 ele retornou como substituto em apenas sua segunda partida pelo Spurs contra Portsmouth . 
Ele foi emprestado ao Portsmouth na janela de transferências de janeiro de 2006  e fez 13 jogos por eles antes de retornar ao Spurs no final da temporada. O Routledge impressionou Harry Redknapp, chefe do Portsmouth, em uma partida em casa contra o Bolton Wanderers em março de 2006, quando, com o Bolton por 1-0 com apenas três minutos restantes, o Routledge ultrapassou três jogadores do Bolton na grande área e se conectou com um passe longo de Matthew Taylor e preparou Azar Karadas para um espetacular voleio que empatou a partida e, por fim, garantiu ao Portsmouth, ameaçado de rebaixamento, um empate crucial por 1 a 1, resultado que deu início a uma boa temporada no final da temporada.
Depois de impressionar novamente na pré-temporada, ele foi emprestado novamente ao Fulham por um ano, como parte do acordo que levou Steed Malbranque ao Spurs.  Isso também ocorreu em parte devido ao surgimento de Aaron Lennon nos clubes e no nível internacional. 
Seu arco do Fulham foi um substituto de 34 minutos para a vítima de lesões Jimmy Bullard em uma vitória por 2 a 1 no Newcastle United . Ele passou a criar dois gols nos dez minutos finais da partida. Ele é mais lembrado durante o tempo que passou no Fulham por seu gol de vitória em uma emocionante partida da FA Cup contra o Leicester City em janeiro de 2007, que terminou em 4 a 3 com o Fulham. 

### Villa Aston
Em 30 de janeiro de 2008, a Routledge ingressou na Aston Villa em um contrato de 18 meses, em um acordo no valor de £ 1,5 milhão.  Ele estreou no time principal em 5 de abril de 2008, substituindo Stiliyan Petrov no 86º minuto em uma vitória por 4-0 contra Bolton.
Em 10 de julho de 2008, Routledge foi alvo de um ataque verbal do presidente do Crystal Palace, Simon Jordan . Jordan estava dando uma entrevista sobre o ex-meia do Palace John Bostock , durante o qual ele usou Routledge como um exemplo de por que ele acreditava que o jovem jogador não deveria deixar o Palace para se juntar ao Tottenham. [ citação necessária ]
"Quando o Spurs bateu, eu disse a Wayne para ficar e aprender seu ofício no Palace, mas ele foi, ele pegou o dinheiro e agora ele está no Villa não entrando no primeiro time, assim como ele não entrou no time do Spurs, assim como ele não entrou no time de Portsmouth e como ele não entrou no time de Fulham. " 

### Cardiff City
Em novembro de 2008 depois de fazer apenas uma aparição liga para Aston Villa até agora durante a temporada, Routledge foi autorizado a juntar-se Championship Clube Cardiff City em um acordo de empréstimo de dois meses depois que o clube sofreu um golpe lesão duplo quando ambos Joe Ledley e Peter Whittingham foram excluídos por um e três meses, respectivamente.  Ele estreou no clube em 22 de novembro, derrotando por 2 a 1 o Plymouth Argyle, durante o qual ele forneceu o passe para Michael Chopra marcar o único gol da partida em Cardiff.  Ele marcou seu primeiro gol pelo clube em apenas sua segunda partida quando encontrou a rede contra o Readingdurante um empate em 2 a 2 em 25 de novembro.  Ele logo encontrou a rede pela segunda vez, desta vez marcando o segundo gol de Cardiff no empate por 2 a 2 em Burnley . 
Antes da abertura da janela de transferências de janeiro, foi revelado que Cardiff havia oferecido uma taxa de cerca de £ 3 milhões para assinar a Routledge em um acordo permanente. Esperava-se que a transferência fosse concluída antes do jogo da terceira rodada da FA Cup contra o Reading, no dia 3 de janeiro, mas no dia anterior a Routledge rejeitou o acordo e foi posteriormente retirado de seu empréstimo. 

### Queens Park Rangers
No mesmo dia que seu empréstimo ao Cardiff foi encerrado, Routledge assinou um 3 1 / 2 contrato year pelo rival Campeonato Clube Queens Park Rangers para uma taxa de £ 600.000.  Routledge estreou em um empate por 1 a 1 com o Coventry City em 10 de janeiro. Routledge marcou então em sua próxima partida contra o Derby County na primeira partida de Nigel Clough no comando, e sua primeira partida fora pelo QPR. 
Seu desempenho melhorou ainda mais em um empate na Copa da Liga contra o Exeter, em 11 de agosto de 2009, quando Routledge marcou um segundo hattrick.  Ele também marcou um gol tardio contra o Accrington Stanley para selar a vitória na segunda rodada da Copa da Liga.

### Newcastle United
Em 26 janeiro de 2010 Routledge assinado por Newcastle United por uma verba não revelada, em um 3 1 / 2 negócio year, e usava a camisa número 10.  Ele estreou no Newcastle um dia depois, chegando a Peter Løvenkrands em uma vitória por 2-0 sobre o antigo clube Crystal Palace e ajudou Nile Ranger no segundo gol da partida.  Routledge marcou seu primeiro gol pelo Newcastle no campeonato contra o Coventry City com um belo chute de 30 jardas para levar o jogo para 1 a 1, já que o Newcastle havia ficado para trás. Mais tarde, foi penalizado pelo Newcastle, depois de ter sido derrubado por Leon Barnett , que Løvenkrands colocou no fundo da rede. A partida terminou com uma vitória por 4-1 no Newcastle United.  Ele marcou seu segundo gol pelo clube contraBlackpool , alcançando o objetivo final em mais uma vitória por 4-1.  Routledge marcou seu terceiro gol em 19 de abril de 2010, contornando o goleiro Argyle para chegar em casa, quando o Newcastle derrotou Plymouth para garantir o título do campeonato. 
Devido à boa forma na equipe, ele manteve seu lugar nos primeiros jogos do Newcastle na Premier League. Ele iniciou os cinco jogos de abertura do Newcastle no lado direito do meio-campo, em uma equipe inalterada que os levou a conquistar sete pontos nos cinco primeiros jogos e subir para o quinto lugar na tabela em 18 de setembro de 2010. Routledge perdeu seu lugar e se viu servindo serviço de bancada. Começando com uma vitória por 2 a 1 sobre o West Ham United, em outubro, a forma de Joey Barton no lado direito e Cheick Tioté e Kevin Nolan no meio garantiram que Routledge fosse mantido de novo. À medida que a forma da equipe se deteriorava, Routledge retornou em 27 de novembro no empate por 1 a 1 com o Chelsea . 

#### Queens Park Rangers (empréstimo)
Em 21 de janeiro de 2011, Routledge retornou ao Queens Park Rangers, assinando um empréstimo até o final da temporada, onde marcou na sua estreia.  Em 25 de abril, Routledge marcou o gol para praticamente garantir o lugar do QPR na Premier League contra o Hull City . Foi relatado em 20 de abril de 2011 que o Newcastle United havia rescindido seu contrato com consentimento mútuo, permitindo que ele se mudasse para o QPR permanentemente,  porém esses relatórios nunca foram substanciados pelo clube ou jogador.

### Swansea City
Routledge jogando pelo Swansea City em 2011
Em 4 de agosto de 2011, Swansea City anunciou a assinatura do Routledge por um contrato de três anos por uma taxa não revelada e ele estreou contra o Real Betis, da La Liga , em um amistoso da pré-temporada.  Ele fez sua estreia competitiva em 15 de agosto de 2011, uma derrota por 4-0 contra o Manchester City no Etihad Stadium .  Routledge marcou seu primeiro gol pelo Swansea em 2 de janeiro de 2012, o segundo em uma vitória por 2-0 contra seu antigo clube, o Aston Villa, em Villa Park . 

Em 28 de janeiro de 2013, Routledge assinou um novo contrato de quatro anos com a Swansea,  e em 25 de setembro de 2014, foi prorrogado pelo clube até 2018.  Seu contrato não foi renovado e o clube foi confirmado em 18 de maio de 2019. que ele será um dos vários jogadores liberados após o término de seu contrato atual.  Desde então, o jogador assinou novamente com a Swansea em 23 de maio, em um novo contrato com salários reduzidos. 